# Prionapterus
Prionapterus is een kevergeslacht uit de familie van de boktorren (Cerambycidae). De wetenschappelijke naam van het geslacht werd voor het eerst geldig gepubliceerd in 1831 door Guérin-Méneville.

## Soorten
Prionapterus omvat de volgende soorten:
- Prionapterus breyeri Bruch, 1929
- Prionapterus staphilinus Guérin-Méneville, 1831
- Prionapterus suspectus Galileo & Martins, 1990
- Prionapterus travassosi Lane, 1938
- Prionapterus woltersi Bruch, 1925